# Международный день джаза

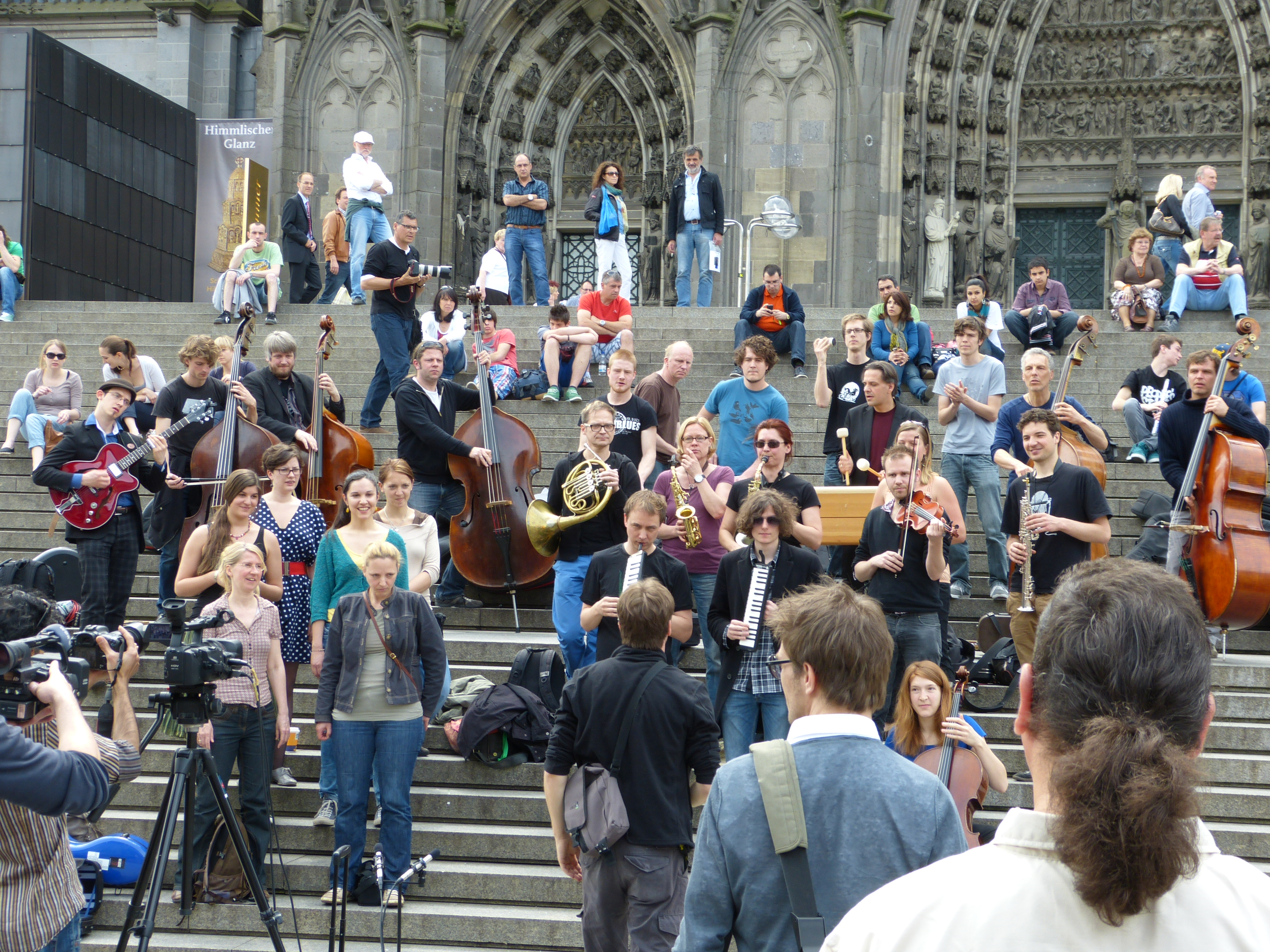
Флешмоб джазовых музыкантов в Кёльне, посвящённый первому празднованию Международного дня джаза в 2012 году

Междунаро́дный день джа́за — ежегодное событие, организованное ЮНЕСКО, чтоб отметить «рост уровня информированности международной общественности о джазе, как о силе, которая способствует миру, единству, диалогу и расширению контактов между людьми». Празднование проводится 30 апреля, начиная с 2012 года.
Праздник был провозглашён на Генеральной конференции ЮНЕСКО в ноябре 2012 года. Первый ежегодный Международный день джаза в Париже открыли Генеральный директор ЮНЕСКО Ирина Бокова и Посол Доброй воли ЮНЕСКО Херби Хэнкок.
В октябре 2017 года ЮНЕСКО было официально объявлено, что Санкт-Петербург (Россия) и Сидней (Австралия) будут назначены принимающими городами на 2018 и 2019 годы соответственно. Празднование Международного дня джаза в Санкт-Петербурге проходило с 28 по 30 апреля 2018 года и включало образовательные программы и концерт звёзд на Второй сцене Мариинского театра.